# 팬서카멜레온
팬서카멜레온(Panther chameleon)은 마다가스카르 동부와 북부에서 발견되는 카멜레온의 일종이다. 또한 레위니옹과 모리셔스, 그리고 미국 내 플로리다주에도 도입되었다.

## 묘사
팬서카멜레온은 몸길이가 40~51cm이며, 일반적으로 암컷이 수컷보다 작다. 성적 이형성의 한 형태로, 수컷은 암컷보다 더 선명하게 색칠된다. 색깔은 장소에 따라 다르고, 팬서카멜레온의 다른 색깔 패턴은 흔히 그들이 발견되는 지리적인 위치에서 이름을 따서 '로컬'이라고 불린다. 노지베섬, 앙키피, 암반자 지역의 팬서카멜레온은 전형적으로 선명한 파란색이며, 암빌로비, 안치라나나, 삼바바 지역의 팬서카멜레온은 빨강, 녹색 또는 오렌지색이다. 마로안세트라와 토아마시나 지역은 주로 붉은 표본을 생산한다. 수많은 다른 색상 단계와 패턴이 지역 간 또는 지역 내에서 발생한다. 암컷은 일반적으로 분홍색, 복숭아색, 밝은 오렌지색을 띄고 황갈색을 유지하지만, 여러 가지 색상에서 약간의 차이가 있다.
모든 카멜레온과 마찬가지로, 팬서카멜레온은 발가락의 특별한 배열을 보여준다. 각 발에는 다섯 개의 발가락이 두 개의 그룹과 세 개의 그룹으로 융합되어 있는데, 이 특수한 발은 팬서카멜레온이 좁은 가지를 꽉 잡을 수 있도록 해준다. 각 발가락에는 올라갈 때 나무껍질과 같은 표면에서 견인력을 얻기 위해 날카로운 발톱이 장착되어 있다. 앞다리에는 각 발의 바깥쪽 (원위) 쪽에 두 개의 발가락이 있고 안쪽 (중앙) 쪽에 세 개의 발가락이 있다. 뒷다리에는 배열이 반대로 되어 있는데, 두 개의 발가락이 안쪽으로 융합되어 있고 세 개의 발가락이 안쪽으로 융합되어 있다.

## 분포

### 범위
팬서카멜레온은 마다가스카르가 원산지이며, 이 종은 국가의 동부 및 북동부 지역의 저지대에 널리 분포한다. 또한, 레위니옹과 모리셔스 그리고 최근에는 애완동물 거래를 통해 미국 플로리다주 내에 유입되었다.

### 서식지
팬서카멜레온은 동쪽의 열대 우림 지역과 북서쪽의 파괴된 숲이나 사바나 지역에 산다. 그들의 범위 내에 있는 원래의 주요 식물 군집은 인간 활동에 의해 파괴되었다. 팬서카멜레온은 파괴된 서식지에서 번성하는 것처럼 보이고 도로, 집, 농장 근처에서 자주 발견된다.

## 행동생태학
어떤 종류의 카멜레온이라도 환경의 어떤 색깔과 어울리도록 색깔을 바꿀 수 있다는 것은 흔한 오해이다. 모든 카멜레온은 태어난 천부적인 색 범위를 가지고 있으며, 종에 따라 달라진다. 그것은 온도, 기분, 빛의 영향을 받았다. 대부분의 카멜레온 종들처럼, 팬서카멜레온은 매우 영역적이다. 짝짓기 시간을 제외하고 일생의 대부분을 고립된 상태로 보낸다. 수컷 두 마리가 접촉하면 색깔이 바뀌고 몸을 부풀려 자신의 우세를 주장한다. 종종 이러한 싸움은 패배자가 후퇴하고 칙칙하고 어두운 색으로 변하면서 이 단계에서 끝난다. 때때로, 어느 쪽도 물러서지 않을 경우, 그 표시는 물리적 전투를 야기한다.

## 번식

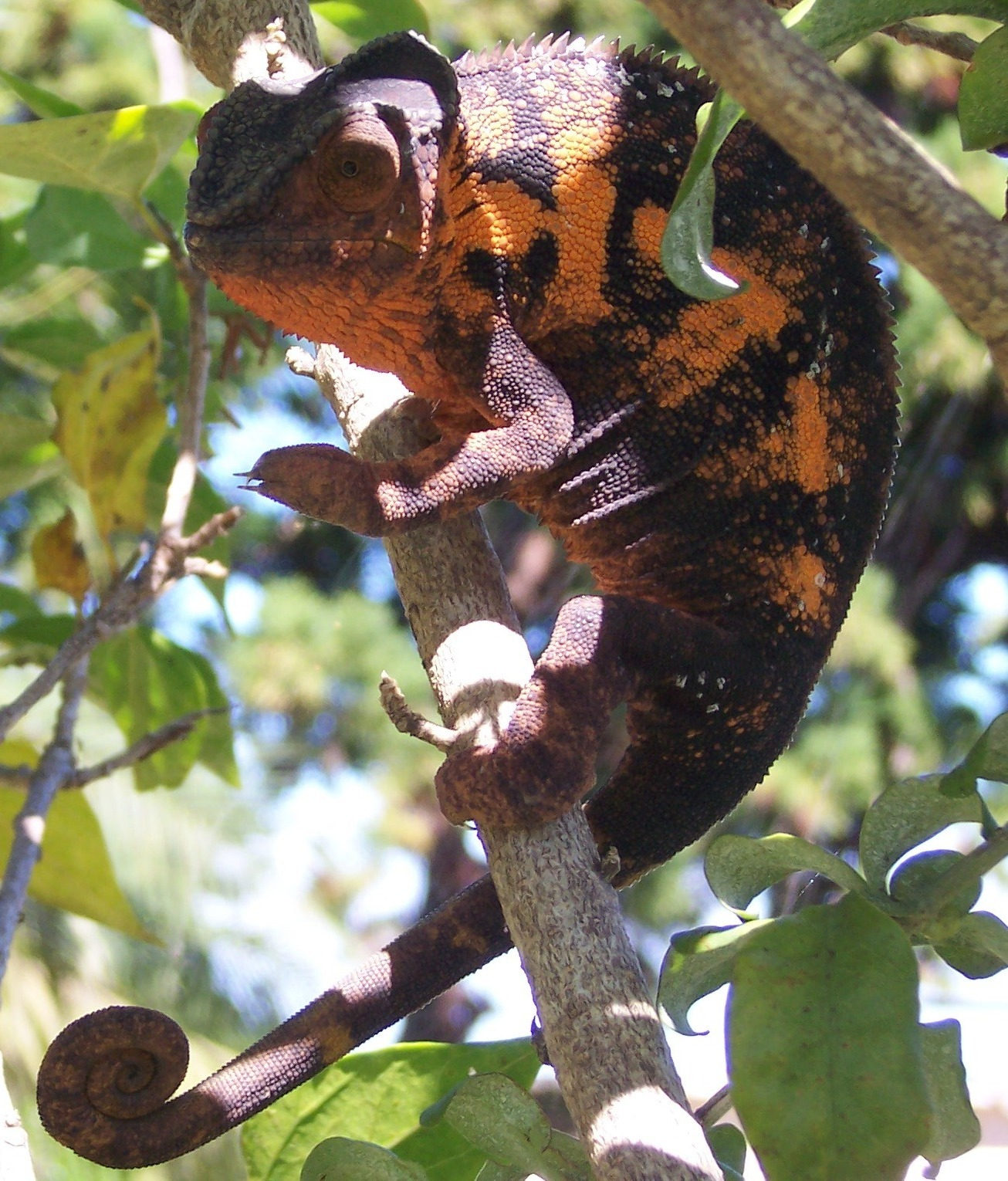
레위니옹의 그레이비드 암컷

팬서카멜레온은 최소 7개월이 지나면 성적으로 성숙해진다.
그레이비드나 알을 품으면 암컷은 짝짓기를 할 의사가 없음을 나타내는 주황색 줄무늬와 함께 어두운 갈색이나 검은색으로 변한다. 그레이비드 암컷의 정확한 색상과 패턴은 카멜레온의 색상에 따라 다르다. 이것은 지역을 구별하는 방법을 제공한다.
암컷은 보통 몸에 스트레스를 주기 때문에 알을 낳은 후 2~3년밖에 살지 못한다. 암컷은 한 번에 10~40개의 알을 낳을 수 있으며, 이는 생육 기간 동안 섭취되는 음식과 영양소에 따라 달라진다. 알은 보통 240일이면 부화한다.

## 사육장
팬서카멜레온은 눈에 띄는 색깔 때문에 때때로 애완동물로 기른다. 그들이 다른 많은 카멜레온 종보다 돌보기는 쉽지만, 팬서카멜레온은 일반적으로 감금되어 있기는 어렵다고 여겨진다. 야생 팬서카멜레온은 수명이 짧고, 야생에서 1년을 넘기지 않고 살아남는 동물은 거의 없다. 잘 보살피면 암컷은 3년까지 살 수 있고 수컷은 5~7년까지 살 수 있다.